# 133293 Andrushivka
133293 Andrushivka è un asteroide della fascia principale. Scoperto nel 2003, presenta un'orbita caratterizzata da un semiasse maggiore pari a 3,1085970 UA e da un'eccentricità di 0,1237621, inclinata di 10,93736° rispetto all'eclittica.